# Seznam olomouckých biskupů a arcibiskupů

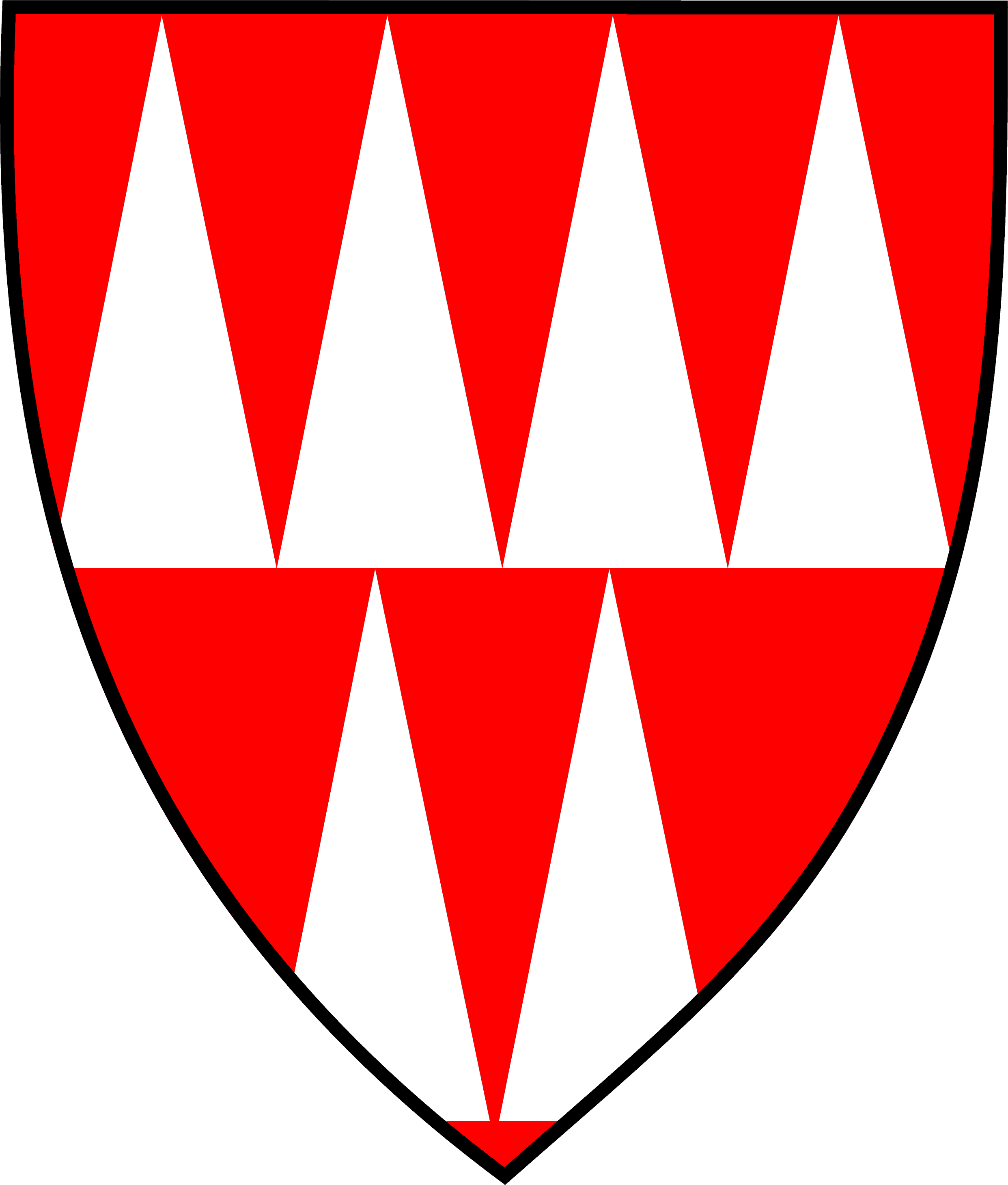
Nejstarší verze znaku olomouckého biskupství

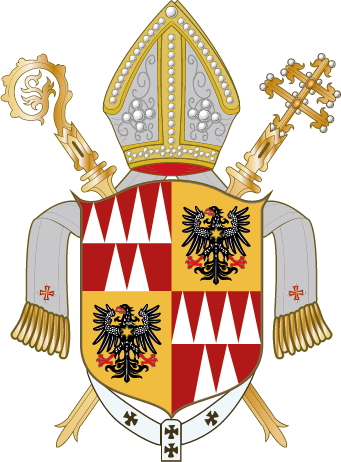
Znak olomoucké arcidiecéze

Návaznost olomouckého biskupství na jeden ze tří biskupských stolců, zřízených po roce 898 v rámci obnovení moravsko-panonské církevní provincie, je sporná. O olomouckých biskupech z 10. a 11. století až do roku 1063 jsou jen útržkovité zmínky v pramenech, datace je orientační. Jedním z prvních seznamů olomouckých biskupů je Granum catalogi praesulum Moraviae z první poloviny 15. století.
V roce 1777 bylo olomoucké biskupství povýšeno na arcibiskupství. Od té doby je olomoucký arcibiskup je také metropolitou moravským, který stojí v čele moravské církevní provincie.

## Biskupové před obnovením olomouckého biskupství
869–885 svatý Metoděj – moravský arcibiskup
biskup Wiching, který roku 890 z Velké Moravy odešel (někdy je uváděn svatý Gorazd)
arcibiskup a tři biskupové vysvěceni 899
898/900–? biskup z Říma
914–932 Jan (?)
uprázdněno (?)
942–947 Silvestr (?), † 961
947–976 spojeno s biskupstvím v Řezně (?)
976–981 Vratislav (?)
981–991 spojeno s biskupstvím v Řezně (?)
991–1063 spojeno s biskupstvím v Praze (?)

## Olomoučtí biskupové
- 1063–1085 Jan I.

1086–1088 spojeno s biskupstvím v Praze (?)
- 1088–1091 Vezel, kaplan krále Vratislava II.
- 1091–1096 Ondřej

1096–1099 Jindřich (?)
- 1097/1099–1104 Petr I.
- 1104–1126 Jan II.
- 1126–1150 Jindřich Zdík
- 1151–1157 Jan III.
- 1157–1172 Jan IV. z Litomyšle
- 1172–1182 Dětleb
- 1182–1184 Pelhřim
- 1184–1194 Kaim
- 1194–1199 Engelbert
- 1199–1201 Jan V. Bavor
- 1201–1240 Robert Angličan (donucen odstoupit)
- 1241–1245 Vilém, zvolený biskup
- 1241–1245 Konrád z Friedberka, jmenovaný biskup
- 1245–1281 Bruno ze Schauenburku
- 1281–1302 Dětřich z Hradce
- 1302–1311 Jan VI. z Valdštejna
- 1311–1316 Petr II. Andělův (Angeli) de Ponte Corvo, zvaný Bradavice
- 1316–1326 Konrád I. zv. Bavor
- 1326–1333 Jindřich Berka z Dubé
- 1334–1351 Jan VII. Volek (nelegitimní Přemyslovec-nemanželský syn Václava II.)
- 1351–1364 Jan Očko z Vlašimi (Jan VIII.) – poté byl pražským arcibiskupem 1364–1378, dne 30. listopadu odstoupil, od 18. září 1378 první český kardinál
- 1364–1380 Jan IX. ze Středy (1353–1364 biskup v Litomyšli)
- 1381–1387 Petr III. Jelito (1368–1371 biskup v Litomyšli)
- 1387 Jan X. (Lucemburský), (1380–1387 biskup v Litomyšli, 1387–1394 patriarcha akvilejský)
- 1388–1397 Mikuláš z Riesenburka
- 1398–1403 Jan XI. Mráz
- 1403–1408 Lacek z Kravař
- 1409–1412 Konrád II. z Vechty (1412/13–1421/31 pražský arcibiskup, od 1421 husitský-suspendován a 1425 definitivně zbaven úřadu)
- 1412–1416 Václav Králík z Buřenic
- 1416–1430 kardinál Jan XII. Železný

1416–1418 (Aleš z Březí) – prosazoval ho Václav IV., ale biskupem se nikdy nestal, v l.1418/20–1442 (do smrti) biskup v Litomyšli
- 1430–1434 Kuneš ze Zvole (Konrád III.)
- 1434–1450 Pavel z Miličína
- 1450–1454 Jan XIII. (Johann XIII. Haz)
- 1454–1457 Bohuslav ze Zvole
- 1457–1482 Tas z Boskovic (latinsky: Protasius)

1483/1484–1490 Jan Filipec z Prostějova (administrátor biskupství nikdy nepotvrzený papežem, současně varadínský biskup)
1487–1489 Jan XIV. Vitéz (jmenovaný papežem, ale funkci nevykonával; současně sremský biskup) a administrátor diecéze vídeňské
1489–1493 kardinál Ardicino della Porta mladší (jmenovaný papežem, v Olomouci nikdy nebyl, úřad prakticky nevykonával)
1493–1497 kardinál Jan XV. Borgia (jmenovaný papežem, v Olomouci nikdy nebyl, úřad prakticky nevykonával)
- 1497–1540 Stanislav I. Thurzo
- 1540–1541 Bernard Zoubek ze Zdětína
- 1541–1553 Jan XVI. Skála z Doubravky a Hradiště (Jan XVI. Dubravius, Johann XVI. Dubraw)
- 1553–1565 Marek Khuen z Olomouce
- 1565–1572 Vilém Prusinovský z Víckova
- 1572–1574 Jan XVII. Grodecký
- 1574–1575 Tomáš Albín z Helfenburka
- 1576–1578 Jan XVIII. Mezoun z Telče
- 1579–1598 Stanislav II. Pavlovský
- 1599–1636 kardinál František kníže z Dietrichsteina
- 1636–1637 Jan XIX. Arnošt z Plattenštejna
- 1638–1662 Leopold I. Vilém, arcivévoda rakouský. Neměl biskupské svěcení, a proto biskupství spravovali následující administrátoři z řad kanovníků olomoucké kapituly:
  - 1638 Ondřej Orlík z Laziska (kapitulní děkan)
  - 1638–1640 Kašpar Karas z Rhomsteinu
  - 1640–1642 Jan Kašpar Stredele z Montani a Bergenu (pomocný biskup pasovský)
  - 1643–1646 Kašpar Karas z Rhomsteinu
  - 1642–1650 Roderich Santhiller (Saint-Hilaire)
  - 1650–1653 Jakub Merkurián
  - 1654–1664 František Eliáš Kastelle
- 1663–1664 Karel I. Josef, arcivévoda rakouský
- 1664–1695 Karel II. hrabě z Lichtensteinu-Castelcorna
- 1695–1711 Karel III. Lotrinský, kníže lotrinský
- 1711–1738 kardinál Wolfgang Hannibal ze Schrattenbachu (Wolfgang Hanibal hrabě Schrattenbach)
- 1738–1745 Jakub Arnošt hrabě z Lichtensteinu-Castelcorna
- 1745–1758 kardinál Ferdinand Julius hrabě Troyer z Troyersteinu
- 1758–1760 Leopold II. Fridrich hrabě z Egkhu a Hungersbachu
- 1761–1776 Maxmilián hrabě z Hamiltonu

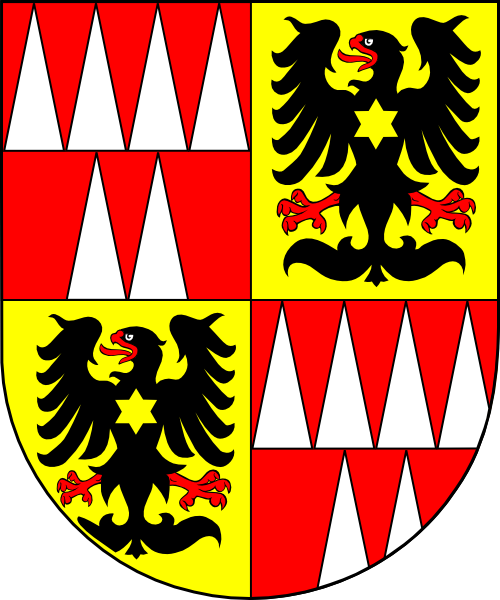
Znak olomouckého biskupství a arcibiskupství – polepšení Rudolfa II.

## Olomoučtí arcibiskupové
1. 1777–1811 kardinál Antonín Theodor Colloredo-Waldsee, hrabě
2. 1811–1819 kardinál Maria Tadeáš Trauttmansdorff, hrabě
3. 1819–1831 kardinál Rudolf Jan, arcivévoda rakouský
4. 1832–1836 Ferdinand Maria Chotek, hrabě (od 1817 olomoucký pomocný biskup, 1831–1832 biskup tarnówský)
5. 1836–1853 kardinál Maxmilián Josef Sommerau-Beckh
6. 1853–1892 kardinál Bedřich z Fürstenberka, lankrabě
7. 1893–1904 Theodor Kohn (přinucen k rezignaci)
8. 1904–1915 kardinál František Saleský Bauer (13. května 1904 jmenován, 19. června 1904 intronizován, 27. listopadu 1911 kreován kardinálem, 25. listopadu 1915 zemřel)
9. 1916–1920 kardinál Lev Skrbenský z Hříště (18. ledna 1916 zvolen kapitulou, 5. května 1916 přeložen z pražského arcibiskupství, 2. července 1916 intronizován, 29. září 1920 rezignoval)
10. 1921–1923 Antonín Cyril Stojan (10. března 1921 jmenován, 3. dubna 1921 intronizován, 29. září 1923 zemřel)
11. 1923–1947 Leopold Prečan (10. listopadu 1923 jmenován, 30. prosince 1923 intronizován, 2. března 1947 zemřel)
12. 1948–1961 Josef Karel Matocha (23. března 1948 jmenován, 2. května 1948 intronizován, 2. listopadu 1961 zemřel, od roku 1950 v internaci a bez možnosti vykonávat svůj úřad);
  - biskup Josef Vrana (apoštolský administrátor 1973–1987)
13. 1989–1991 František Vaňák (21. prosince 1989 jmenován, 17. března 1990 intronizován, 14. září 1991 zemřel)
14. 1992–2022 Jan Graubner (28. září 1992 jmenován, 7. listopadu 1992 intronizován, 13. května 2022 jmenován arcibiskupem pražským[1])
15. 2024–dosud Josef Nuzík (9. února 2024 jmenován)

## Pomocní biskupové olomoučtí
- Martin z Brna 1304–1324 františkán z Brna
- Dětřich z Portic (Theodoricus Kagelwit) 1347 cisterciák
- Vilém z Kolína 1442–1482 augustinián-eremita
- Ondřej Wismann 1482–1501 augustinián-eremita
- Konrád Altheimer z Vaserburgu 1498
- Martin Göschl 1509–1529
- Martin Přemyslovic OPraem 1547–1549 opat na Hradisku u Olomouce
- Václav 1551–1561 cisterciák, opat žďárský
- Melchior Pyrnesius z Pyrnu 1603–1607
- Jan Křtitel Civalli 1608–1617
- Hynek Jindřich Novohradský z Kolovrat 1618–1628
- Caesar Nardus z Montopole 1629–1632
- Filip Fridrich Breuner 1630–1639, poté biskup vídeňský
- Jan Kašpar Stredele z Montani a Bergenu (pomocný biskup pasovský), 1637–1642
- Kašpar Karas z Rhomsteinu, 1640–1646
- Zikmund Miutini ze Spillimbergu 1639–1650
- Jan Gobbar 1652–1665, † 11.III.1665 v Olomouci
- Bernard Bredimus 1665–1668, nepotvrzen Římem
- Ondřej Dirre 1668–1669, † 21.11. 1669 v Brně
- Jan Josef Breuner 1670–1695, pak arcibiskup pražský (1695–1710)
- František Antonín von Losenstein (koadjutor) 1690–1692
- Ferdinand Schröffel ze Schröffenheimu 1696–1702
- František Julián von Braida 1703–1727
- Otto Honorius hrabě z Egkhu a Hungersbachu 1729–1748
- Jan Karel Leopold von Scherffenberg 1749–1771
- Jan Václav Xaver Frey von Freyenfels 1771–1776
- Matyáš František Chorinský z Ledské (1775–1777, předtím pomocný biskup královéhradecký, pak první biskup brněnský)
- Karel Godefried von Rosenthal 1779–1800
- Alois Josef Krakovský z Kolovrat (1801–1812), od r. 1812 biskup královéhradecký, 1830 arcibiskup pražský
- Ferdinand Maria Chotek (1817–1830, pak biskup tarnovský (1830–1832), poté arcibiskup olomoucký
- Rudolf von Thyssebaert (1832–1868†)
- František Antonín Gindl (1831, pak sídelní biskup brněnský)
- Alois Josef Schrenk (1837–1838), od r. 1838 arcibiskup pražský
- Antonín Arnošt Schaffgotsche (1839–1841), od r. 1841 biskup brněnský
- Ignaz Feigerle (do 1851)
- Gustav de Belrupt-Tyssac (1880–1895)
- Jan Weinlich (1904–1905†)
- Karel Wisnar (nar. 1852, bisk. 1904–1925†)
- Vilém Blažek (nar. 1837, 1906–1912†)
- Josef Schinzel (1922–1944†)
- Jan Stavěl (1927–1938†)
- Stanislav Zela (nar. 1893, 1941–1969†, 1950–1963 vězněn, poté v internaci bez státního souhlasu)
- Josef Martin Nathan (1943–1947†)
- František Tomášek (1949–1965), pak arcibiskup pražský
- Jan Graubner (1990–1992, pak arcibiskup)
- Josef Hrdlička (1990–2017)
- Josef Nuzík (2017–2024, pak arcibiskup)
- Antonín Basler (od 2017)